# المصرف العقاري (سوريا)
المصرف العقاري (سورية)، (بالإنجليزية: Real Estate Bank of Syria)‏، مصرف حكومي سوري، تم تأسيسه لمواجهة المشكلة السكنية التي تعاني منها سورية، تطورت منتجاته وخدماته بشكل كبير منذ مطلع عام 2001 حيث بادرت إدارة المصرف العقاري (مديرية التقنية) إلى تقديم الخدمات الإلكترونية المصرفية المتطورة لمواكبة الخدمات المصرفية العالمية، مما أخرج البنك من حيز التخصص في تمويل القطاع العقاري وأكسبه صفة البنوك الشاملة.

## نبذة عن البنك
المصرف العقاري أحد أكبر المؤسسات المالية المصرفية الحكومية العريقة في الجمهورية العربية السورية والتي تقوم بتزويد عملائها من الافراد والشركات بخدمات مصرفية متنوعة حيث تأسس المصرف بموجب مرسوم تشريعي صدر عام 1966.
- بلغ رأس مال المصرف 1.5 مليار ليرة سورية[1] يساهم فيه مجموعة من الجهات وتحرص إدارة هذا المصرف منذ تأسيسه وحتى الآن على زيادة رأس ماله بغية تحسين وزيادة الخدمات التي يقدمها لعملائه.
- رفع القانون رقم 25 للعام 2009 رأسمال المصرف إلى 10 مليار ليرة سورية.[2]
- أول مصرف سوري يقدم الخدمات المصرفية الإلكترونية المتطورة على مستوى القطر منذ عام 2001 م[3]

## أهداف البنك
حدد القانون رقم /31/ لعام 2005 أهداف البنك العقاري بما يلي:
1. القيام بجميع الأعمال والخدمات والتسهيلات المصرفية.
2. دعم الحركة العمرانية والاقتصادية في البلاد من خلال تمويل المنشآت العمرانية (السكنية والسياحية والصناعية والتجارية والحرفية والصحية والتعليمية والبيئية).
3. تلبية حاجات التسليف على المدى القصير، المتوسط، والطويل الأجل.
4. تمويل مشاريع الجمعيات التعاونية السكنية والشركات التي تهدف إلى بناء العقارات المعدة بصورة رئيسية للسكن والعمل على مساعدتها
5. تعبئة الموارد والادخارات وتوجيهها بما يحقق غايات المصرف.
6. تقديم المشورة الفنية والعقارية والقانونية والمالية للمتعاملين مع المصرف ودراسة سبل تمويل المشاريع العمرانية ومخططاتها.

## إدارة البنك
تم تعيين المدير العام الدكتور مدين جواد علي بموجب قرار رئاسة مجلس الوزراء رقم /1655/ تاريخ 24/9/2018 

## إنتشار البنك
يمتلك المصرف العقاري السوري 21 فرعًا خمسة منها في مدينة دمشق والباقي منتشرة في المحافظات، يضاف لها (192) جهاز صراف آلي منتشر في جميع أنحاء سورية.
الموقع الرسمي للمصرف العقاري عبر الإنترنت www.reb.sy

## خدمات البنك
يقدم المصرف العقاري مجموعة متنوعة من المنتجات المصرفية التمويلية والخدمية ومنها:
1. منح التسهيلات المصرفية لآجال مختلفة والقروض لمدة لا تتجاوز عشرين عامًا.
2. تمويل النشاط العمراني السكنى والسياحي والصناعي والتجاري والحرفي والصحي والتعليمي والبيئي.
3. قبول الودائع بأنواعها.
4. تقديم الخدمات المصرفية الإلكترونية المتطورة التي تعتمد على نظم الاتصالات الإلكترونية الحديثة بما فيها إصدار البطاقات المصرفية المحلية وقبول البطاقات العالمية بجميع أنواعها الائتمانية والاعتمادية بما لا يتعارض مع أنظمة القطع النافذة.
5. التأمين بالاتفاق مع الجهات التأمينية المرخصة وذلك في المجالات التي تتعلق بالتمويلات المصرفية التي يؤديها المصرف.

## وصلات خارجية
- المصرف المركزي السوري.
- موقع وزارة المالية السورية.
- سوق دمشق للأوراق المالية.
- هيئة الأوراق والأسواق المالية السورية.